# 宮原庄助
宮原 庄助（みやはら しょうすけ、1884年（明治17年）5月18日 - 1963年（昭和38年）5月8日）は、明治末から昭和期の漁業家、政治家。衆議院議員、茨城県会議長、茨城県那珂郡那珂湊町長、初代那珂湊市長。幼名・長松。

## 経歴
茨城県那珂郡湊村牛久保（湊町牛久保、那珂湊町、那珂湊市を経て現ひたちなか市牛久保）で、漁業家・宮原卯之松の長男として生まれる。湊尋常高等小学校を卒業。横須賀海兵団に入団し日露戦争に従軍して除隊した。
1908年（明治41年）12月に家業を継承した。漁業の全般の改良に務め、1920年（大正9年）2月、茨城製網常務取締役に就任。その他、湊漁業組合長、湊水難救済会長、那珂郡水産会長、茨城県漁業組合連合会長、同漁船保険組合長、同水産業会長、同信用漁業協同組合連合会長、水戸魚市場取締役、日本油脂販売監査役、宮庄漁業社長などを務めた。
政界では、1921年（大正10年）湊町会議員に選出され5期在任。1931年（昭和6年）9月、茨城県会議員に当選し、1946年（昭和21年）まで3期在任し、同議長も務めた。1946年（昭和21年）4月の第22回衆議院議員総選挙に茨城県全県区から日本進歩党公認で出馬して当選し、その後民主党に所属して衆議院議員に1期在任した。この間、進歩党常議員会副会長などを務めた。
1951年（昭和26年）4月、那珂湊町長に就任し、1954年（昭和29年）3月31日に市制施行して同年4月1日に初代市長に就任し、1963年（昭和38年）4月30日まで在任した。この間、教育施設の整備、福祉会館の建設、市庁舎の新築、上水道の整備などに尽力した。また1957年（昭和32年）の米軍機母子殺傷事件では、直ちに基地対策委員会を設置し、米軍基地司令官に事故の原因究明とその期間中の演習中止を申し入れ、水戸射爆撃場返還運動を展開した。